# بانگ‌مرغ بلونچلی
وانگای بلونچلی (نام علمی: Hypositta perdita) نام یک گونه از تیره وانگا است.